# Коророфа
Короро́фа (Корорафа, Корарафа, Кварарафа, Корайонорфа) — полиэтничское государство-конфедерация на долине реки Бенуэ в Восточной Нигерии, к юго-западу от Империи Борну и на юге государств Хауса. Возникло до 1500 года.
К XVII в. государство джукун превратилось в одну из наиболее мощных держав Центрального Судана.
Общественная организация Коророфы представляла собой переходную ступень от общинно-родового к классовому строю. После похода на Кано и Кацину в 1671 набеги джукун на государства хауса прекратились, и Коророфа исчезла с политической сцены Центрального Судана. K XVII веку Коророфа уменьшилась до небольшого зависимого государства. Считается, что Коророфа была либо конфедерацией завоеванных государств, возглавляемого современные Джукун либо, возможно, собирательное название их мусульманских противников для ряда южных языческих народов..
Примерно в 1840 было создано государство-преемник, в Федерация Вукар. Оно стало единственным племенем, завоевавшим Хауса, и самым могущественным племенем в Нигерии в XVII векa.